# Tomohiko Ikeuchi
Tomohiko Ikeuchi (池内 友彦?, Ikeuchi Tomohiko; Hokkaidō, 1º novembre 1977) è un ex calciatore giapponese, di ruolo difensore.